# Ида фон Арнсберг
Ида (Ютта) фон Арнсберг (Ida (Jutta) von Arnsberg) (ок.1103 — после 1154) — наследница графства Арнсберг.
Дочь (единственный ребёнок) графа Арнсбергского Фридриха I Упрямого (ум. 11 февраля 1124) и его жены Адельгейды Лимбургской.
Около 1120 года вышла замуж за графа Готфрида II фон Каппенберга. Тот являлся основателем премонстранского аббатства, и после смерти тестя заставил жену удалиться в этот монастырь, и сам под влиянием Норберта Ксантенского поступил так же вместе с братом - Оттоном (Оттон фон Каппенберг (Otto von Cappenberg) († 23 февраля 1171, позже причсислен к лику святых). Они передали аббатству все свои владения.
Однако  27 января 1127 г. Готфрид II фон Каппенберг умер, Ида с разрешения императора Лотаря III покинула монастырь и в 1129 году вышла замуж за Готфрида I ван Куика, который принял титул графа фон Арнсберг.
Дети:
- Генрих I, граф фон Арнсберг
- Адельгейда, жена Эберхарда I фон Альтена
- Ютта, аббатиса в Херфорде (ок. 1146-1162)
- Фридрих II, граф фон Арнсберг